# Virginia Belmont
Pour les articles homonymes, voir Belmont.
Virginia Belmont (Virginia E. Califano), née le 20 septembre 1921 à Boston et morte le 6 mai 2014 à Hollywood, est une actrice américaine.

## Biographie

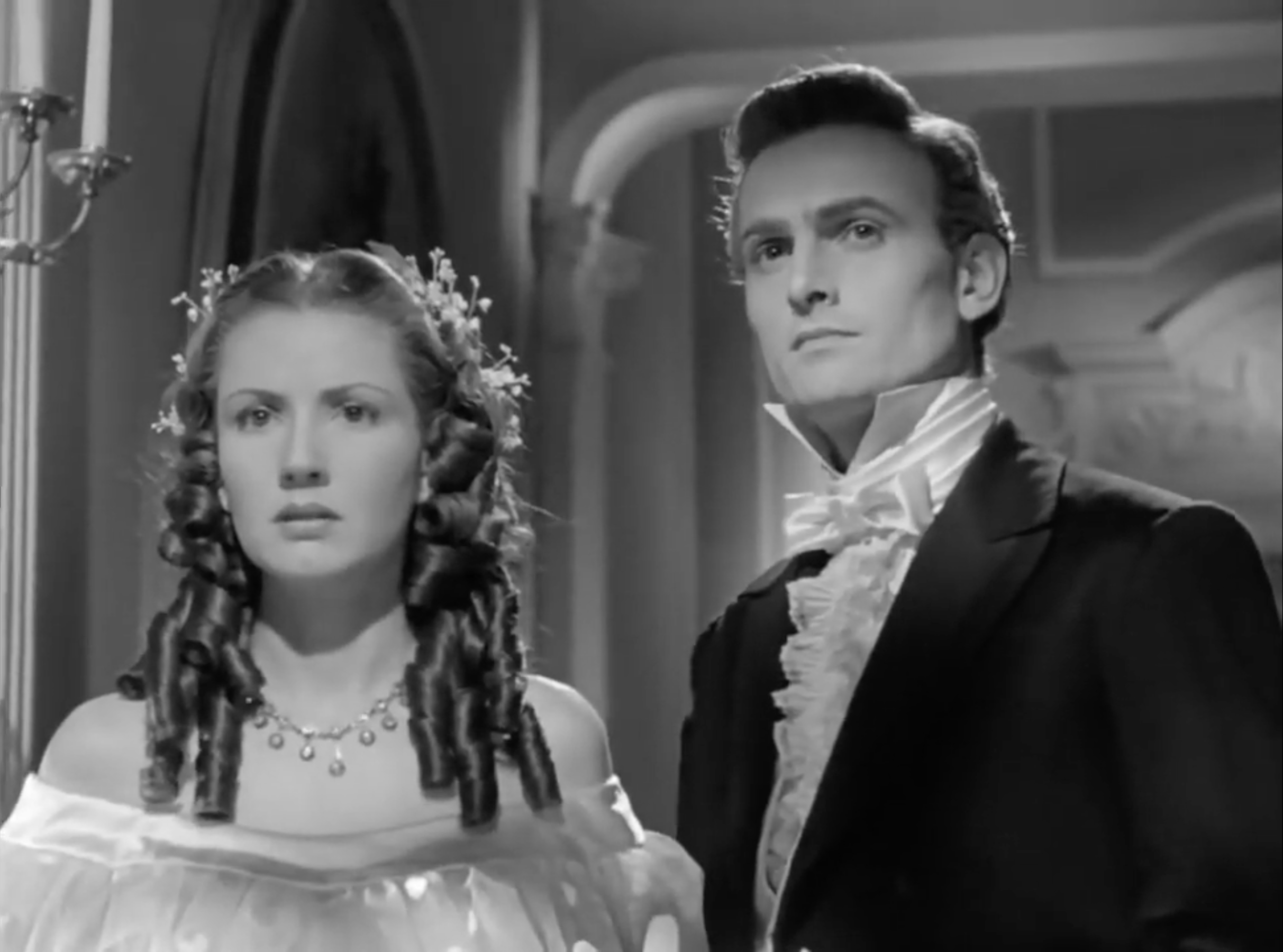
Virginia Belmont et Peter Trent dans Le Baiser d'une morte (1949).

## Filmographie partielle
- 1947 : Prairie Express
- 1948 : Courtin' Trouble (en)
- 1948 : Silent Conflict
- 1948 : Oklahoma Blues (en)
- 1948 : The Rangers Ride (en)
- 1949 : Le Baiser d'une morte
- 1949 : Les Pirates de Capri
- 1950 : Taxi de nuit (Night Taxi )
- 1950 : Vivre à la resquille (Vivere a sbafo)
- 1951 : The Mysteries of Venice
- 1952 : Beauties on Motor Scooters